# Ibar von Beggerin

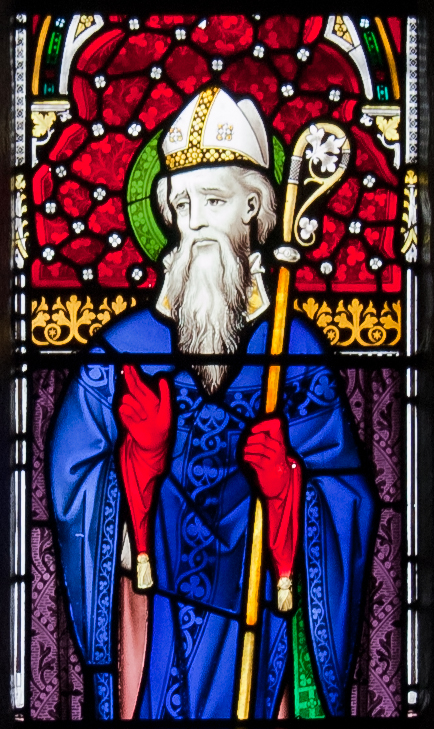
Ibar von Beggerin in einer Glasmalerei der Wallfahrtskirche in Lady's Island

Ibar von Beggerin (Ibar mac Lugna, latinisiert Iberius; † 23. April 502 in Beggerin (Beigéirinn), County Wexford) war einer der ersten irischen Bischöfe. Er hat zu Lebzeiten Patricks gewirkt, aber unabhängig von ihm. Möglicherweise gehörte er zusammen mit Ailbhe von Emly, Ciarán von Seirkieran und Déaglán von Ardmore zu den aus Irland stammenden Priestern, die bereits vor Patrick an der Missionierung Irlands beteiligt waren. Im County Wexford, wo ihm zahlreiche Kirchen gewidmet sind, wird er bis heute verehrt. Sein Gedenktag ist der 23. April.

## Schriftliche Zeugnisse
Der Tod Ibars wird in den Annalen von Ulster, den Annalen von Tigernach, im Chronicon Scotorum und in den Annalen der vier Meister genannt, jeweils mit dem Sterbetag. Wie McCarthy an mehreren Beispielen nachgewiesen hat, können Einträge aus dieser Zeit in den Annalen als verlässlich angesehen werden. Sowohl die Martyrologie von Tallaght als auch die Martyrologie des Oengus, die beide zwischen 828 und 833 entstanden, nennen Ibar für den 23. April. Die Martyrologie des Oengus besitzt umfangreiche Glossen, die Ibar als Sohn von Lughna und damit dem Clan der Uí Eachach zugehörig ausweisen, die im Osten des heutigen County Down beheimatet waren, und berichtet von einem Konflikt mit Patrick. Der geschilderten Anekdote zufolge hinterließ Ibar leere Vorratsräume, als er reichbeladen Armagh verließ. Patrick habe darauf zu ihm gesagt, er solle nicht in Ériu (Irland) verbleiben, worauf Ibar entgegnete, dass Ériu der Name des Platzes sein solle, an dem er sich niederlassen werde. Und entsprechend nannte er seine Gründung auf einer kleinen Insel in der Bucht von Wexford Becc-Ériu (altirisch für „Klein-Irland“, neuirisch Beigéirinn, anglisiert Beggerin). Culleton äußert jedoch den Verdacht, dass diese Anekdote auch ihren Ursprung in dem Wunsch Armaghs haben könnte, ihren auf Patrick begründeten Führungsanspruch gegenüber den anderen kirchlichen Zentren in Irland durchzusetzen, die ebenfalls frühe Bischöfe vorweisen konnten.
Zwei Vitae sind für Ibar überliefert. Die kürzere und auch früher entstandene Vita findet sich im Book of Leinster. Diese macht genealogische Angaben, geht auf seine Geburt ein und erwähnt seinen Lehrer, Mochta von Louth. Sie bestätigt Ibar als Sohn von Lughna, ordnet die Familie jedoch dem Clan der Dál nAraidhe zu, deren Territorium nördlich dem der Uí Eachach lag.
Die zweite und sehr viel längere Fassung war über lange Zeit verschollen. Sie war dem protestantischen Erzbischof von Armagh, James Ussher, bekannt, der 1639 einen Auszug daraus veröffentlichte. Weiter gelangte der Text an Henry FitzSimon, der zum Katholizismus konvertierte, Jesuit wurde und den Text an den Jesuitenbruder Jean Bolland in Antwerpen weiterleitete. Den Bollandisten erschien die Vita jedoch als zu unglaubwürdig, so dass sie in den Archiven verschwand und von dort aus später als Bestandteil der Collectanea Bollandiana in die Königliche Bibliothek Belgiens aufgenommen wurde. Erst drei Jahrhunderte später wurde der Text durch den Jesuiten Paul Grosjean wiederentdeckt und 1959 in den Analecta Bollandiana veröffentlicht. Eine Übersetzung ins Englische erfolgte 1999 durch Edward Culleton. Diese Vita nennt ebenfalls Lughna als Vater und Mochta von Louth als Lehrer.
Ibar wird auch in anderen Vitae erwähnt. Relevant ist insbesondere die Aufnahme in der Vita des Declán von Ardmore, die Ibar neben Ailbhe von Emly, Ciarán von Seirkieran und Declán zu den Missionaren zählt, die in Irland bereits vor der Missionierung durch Patrick tätig waren. Ebenso wird Ibar erwähnt in der Vita des Ailbhe von Emly, wobei Ibar dort den Vorrang Ailbhes anerkennt, obwohl Ailbhe jünger ist. Gemeinsam ist den Vitae der frühen Missionare im Süden Irlands die Darstellung, dass die Missionare sich jeweils nach einem anfänglichen Konflikt der Autorität Patricks unterwarfen. Ailbhes Vita zufolge trafen sich Ailbhe und Ibar mit Patrick in Cashel. Da diese Vitae erst sehr spät im 11. oder 12. Jahrhundert entstanden, kann in ihnen auch der Versuch gesehen werden, die auf diese frühen Missionare gründenden Traditionen mit der Vorherrschaft Armaghs in Einklang zu bringen. Prinzipiell lässt sich das nach dem Kenntnisstand weder ausschließen noch widerlegen. Was wohl jedoch zutrifft, ist, dass sie alle in der zweiten Hälfte des 5. Jahrhunderts missionarisch aktiv waren.

## Leben
Das Geburtsjahr Ibars ist nicht überliefert. Einigen Annalen zufolge wurde er fantastische 303 Jahre alt. Der kürzeren Vita zufolge wurde er 93 Jahre alt. Beide Vitae stimmen darin überein, dass er der älteste Sohn einer kinderreichen Familie war. Zwei der Söhne, Mo-Beóóc und Coemán Brecc, fanden ebenfalls Eingang in die Martyrologie des Oengus, wobei bei Coemán Brecc die Zuordnung nicht klar ist. Mo-Beóóc wird mit dem 16. Dezember als Gedenktag genannt; zu dem Namen Coemán gibt es mehrere Einträge, worunter einer Ibar namentlich erwähnt, jedoch nicht darauf hinweist, dass es sich um Brüder handelt.
Übereinstimmend erwähnen die Hagiographien Mochta von Louth als Lehrer. Mochta gilt nach der Ende des 7. Jahrhunderts entstandenen Hagiographie des Columban als ein Schüler Patricks, der wie Patrick dem noch römisch geprägten Britannien entstammte. Den Annalen von Ulster zufolge ist Mochta erst am 19. August 533 verstorben, also dreißig Jahre nach dem Tod Ibars. Die Christianisierung überschritt im fünften Jahrhundert den Hadrianswall und erreichte die Region in Galloway, von wo aus über die irische See Antrim und Down leicht erreichbar waren. Louth, das in unmittelbarer Nachbarschaft davon lag, entwickelte sich früh als kirchliches Zentrum, das über Jahrhunderte hinweg Bestand haben sollte und im 12. Jahrhundert augustinisch wurde.

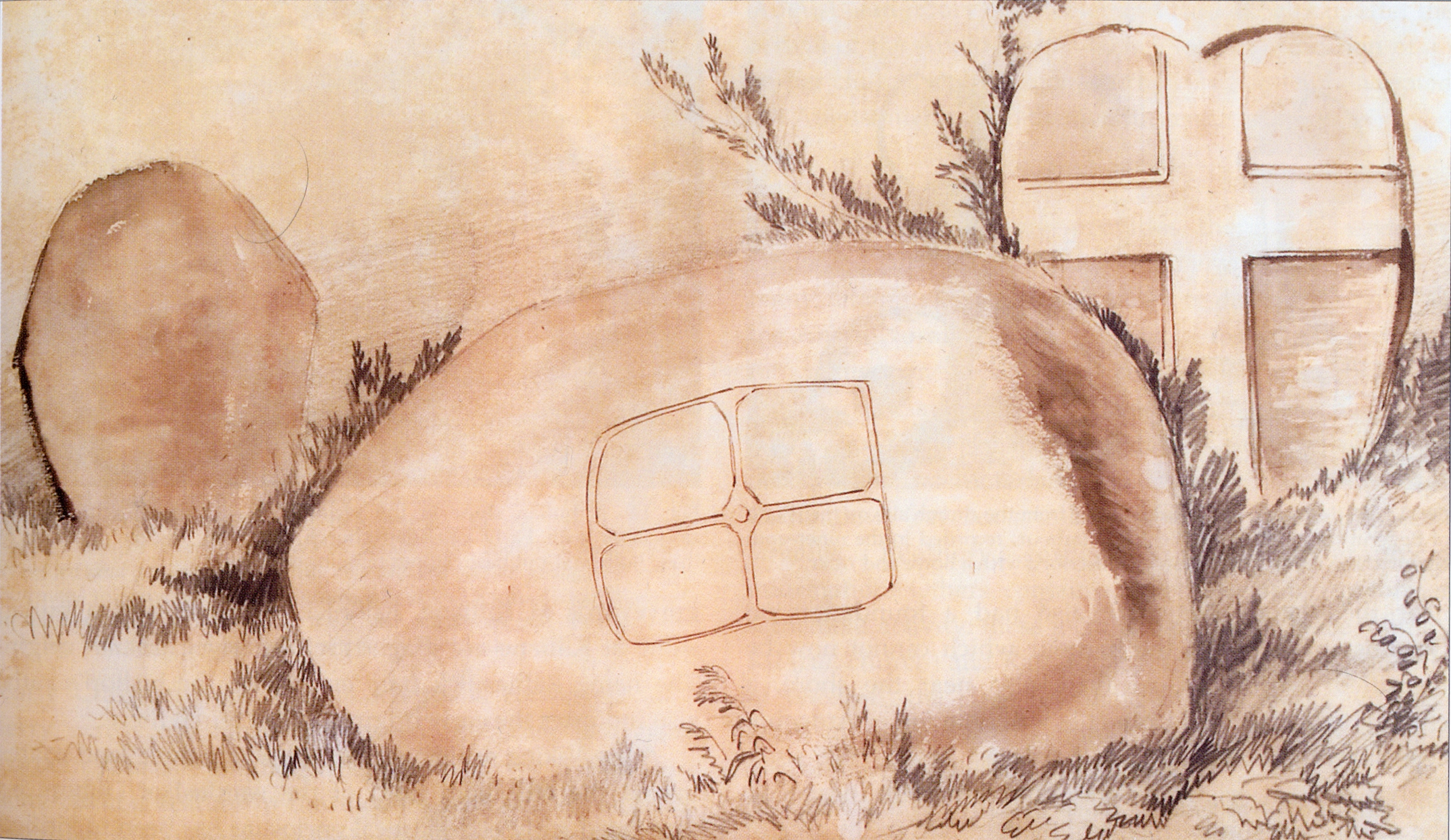
Ein Kreuzstein und ein Felsen mit Kreuzzeichen von Beggerin in einer Zeichnung aus der Mitte des 19. Jahrhunderts von George Victor Du Noyer

Der längeren Vita zufolge missionierte Ibar zunächst in Meath, wo er den König und zahlreiche weitere Personen taufte. Als seine einzige Gründung ist jedoch nur Beggerin überliefert. Zu Ibars Lebzeiten war es eine Insel in der Bucht von Wexford, die ihm und seinen Schülern einen isolierten und geschützten Standort gewährte. Es handelt sich dabei um die früheste und bedeutendste Gründung im Herrschaftsgebiet der Uí Chennselaig, wobei es Indizien dafür gibt, dass die Christianisierung auch von Wales aus erfolgt haben könnte. Einer der Vitae für Abbán von Adamstown zufolge war Abbán ein Neffe von Ibar und zählte zu seinen Schülern in Beggerin.
Nach seinem Tod wurde Ibar in Beggerin unter einem großen flachen Stein beerdigt. In Beggerin entstand dann ein Kloster, das bis 1160 dort verblieb. Ein flacher Kreuzstein und ein Felsen mit einem Kreuzzeichen sind noch erhalten. Sie befinden sich heute jedoch im County-Museum in Enniscorthy und im irischen Nationalmuseum.

## Verehrung

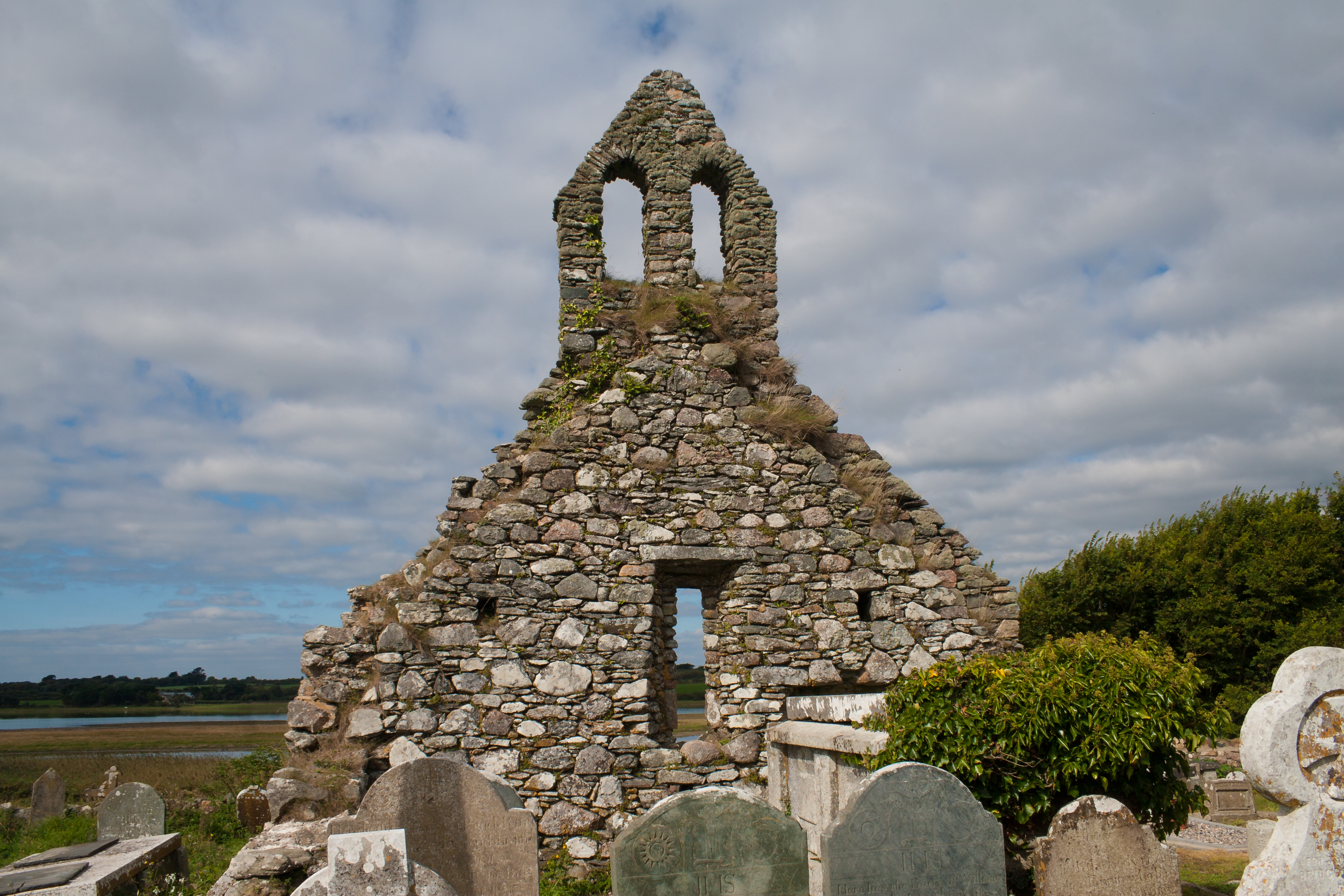
Ruine der Ibar gewidmeten Wallfahrtskirche in Lady’s Island

Auch nach der Auflösung des Klosters blieb Beggerin ein Ort, an dem Ibar verehrt wurde. Reste einer im 13. Jahrhundert errichteten Kirche sind noch dort zu sehen. 1400 fiel sie in den Besitz der Augustiner-Chorherren des Klosters Selskar in Wexford. Der Bericht eines englischen Offiziers von 1682 erwähnt eine kleine hölzerne Kapelle mit einer hölzernen Statue von Ibar. In der von den Wikingern an der Bucht gegründeten Stadt Wexford ist eine Ibar gewidmete Gemeinde bereits vor der anglo-normannischen Invasion im 12. Jahrhundert nachweisbar. Die um 1764 errichtete und bis heute bestehende anglikanische Kirche in Wexford ist ebenfalls Ibar gewidmet.
Zwei weitere Ibar gewidmete Kirchen finden sich in der Wallfahrtsgemeinde Lady’s Island im Süden Wexfords. Die Augustiner-Chorherren aus Ferns errichteten bereits im Mittelalter auf der Halbinsel des Sees eine Ibar gewidmete Wallfahrtskirche, von der nur noch ein Giebel erhalten ist. An der Nordspitze des Sees findet sich die Ruine einer Ibar gewidmeten Gemeindekirche.